# Матвеев, Лев Николаевич
Лев Никола́евич Матве́ев (род. 12 февраля 1971, Ишимбай, Башкирская АССР) — советский и российский футболист. Мастер спорта СССР.

## Карьера
В 14 лет Матвеев записался в футбольную ишимбайскую ДЮСШ «Вихрь» к тренеру В. Лаврентьеву. Три года выступал за эту спортшколу на юношеских первенствах. В 17 лет тренер уфимского «Гастелло» А. Суренский пригласил его в свою команду. Через год молодой футболист попал в поле зрения специалистов из второй и первой лиг, в том числе главный тренер пермской «Звезды» Виктор Слесарев. В 1990 году Матвеев перешёл в «Звезду». Играл полузащитником в 1990—1991 годах, стал лучшим бомбардиром команды. В 1991 году на Матвеева обратили внимание тренеры высшей лиги из ЦСКА и «Торпедо». Он принял приглашение Павла Садырина и перешёл в ЦСКА.
В интервью газете «Вечерняя Пермь» Матвеев вспоминал:

Приобрёл в ЦСКА я многое: в плане техники, новой тактики игры. Ведь класс игры в высшей лиге намного отличается от первой лиги. Думаю, что те уроки, которые я получил в ЦСКА, очень будут полезны и для «Звезды». Я рассказываю ребятам о приёмах, о том, что усвоил сам. В основном составе ЦСКА я провёл полгода. Съездил на турнир в Италию, играли товарищеские матчи с «Миланом» и «Ювентусом» — вот где был настоящий футбол! Хотя я сам не забивал, посмотреть было на что.

Но в каких бы командах я не играл, пермская «Звезда» для меня самая родная. Я нигде не встречал такой тёплой атмосферы, взаимопомощи, дружбы. В «Звезде» я чувствую себя очень хорошо, в своей «тарелке»— 
.
В 1993 году вернулся в «Звезду». Забил первый мяч «Звезды» в чемпионате 1993 (в Ижевске «Зениту»), а в первом матче на домашнем стадионе уже к 30-й минуте оформил хет-трик, а затем и покер (челябинскому «Локомотиву»).

### Статистика выступлений
Чемпионаты
- 1987 — «Вихрь», Ишимбай, первенство РСФСР среди команд КФК
- 1988—1989 — «Гастелло», Уфа, вторая лига СССР, 2 зона (59 игр, 14 голов).
- 1990—1991 — «Звезда», Пермь, вторая лига СССР, Центр (77 игр, 20 голов).
- 1991—1992 — ЦСКА, Москва, высшая лига СССР (игр 1), высшая лига России (игр 15, один гол). Чемпион СССР (1991).
- 1992 — ЦСКА‑дубль, Москва, вторая лига России, 3 зона (игр 22+1, голов 13+2).
- 1993—1994 — «Звезда», Пермь, первая лига России, Центр. (73 игры, 32 гола).
- 1995 — «КАМАЗ‑Чаллы», Набережные Челны, высшая лига России (игр 14).
- 1996 — был одолжен[2] в израильский клуб «Маккаби Ирони», Ашдод (20 игры)
- 1996—1997 — «КАМАЗ‑Чаллы», Набережные Челны, высшая лига России (игр 42, восемь голов).
- 1997 — «КАМАЗ‑Чаллы‑дубль», Набережные Челны, третья лига России, 5 зона. (две игры, один гол).
- 1998 — «КАМАЗ‑Чаллы», Набережные Челны, первый дивизион России (игр 18, три гола).
- 1998—2000 — «Амкар», Пермь, второй дивизион России, Урал (16 игр, 13 мячей), 1998; первый дивизион России (43 игры, восемь голов) 99-00.
- 2001 — «Динамо», Пермь, второй дивизион России, Урал (21 игра, 10 голов).
- 2002 — «Строитель», Уфа, второй дивизион России, Урал (6 игр).

Кубки
- 1991/92. Кубок СССР—СНГ. Финал. ЦСКА, Москва (4 игры, один гол).
- 1997/98. Кубок России, 1/8. «КАМАЗ‑Чаллы», Набережные Челны (2 игры).
- 1998/99. Кубок России, 1/128. «КАМАЗ‑Чаллы», Набережные Челны (1 игра).
- 1998/99. Кубок России, 1/8. «Амкар», Пермь (2 игры, 2 гола).
- 1999/00. Кубок России, 1/16. «Амкар», Пермь (2 игры, один гол).
- 2000/01. Кубок России, 1/4. «Амкар», Пермь (одна игра).

## Достижения

### Командные
- Чемпион СССР: 1991
- Финалист Кубка СНГ: 1992